# Пам'ятки архітектури Мукачівського району
У Мукачівському районі Закарпатської області нараховується 10 пам'яток архітектури, з яких 3 - національного значення.
Кольором видіолено пам'ятки національного значення.
| Назва селищної ради | № п/п | Назва архітектурної пам’ятки                     | Місцезнаходження | Охоронний номер |
| ------------------- | ----- | ------------------------------------------------ | ---------------- | --------------- |
| Чинадієвська        | 1.    | Католицький костьол XIV-XV ст..                  | смт. Чинадієво   |                 |
|                     | 2.    | Палац графа Шенборна                             | смт. Чинадієво   | 1128 / 0        |
| Бистрицька          | 3.    | Дмитрівська церква XVII ст.                      | с. Вільховиця    | 184 / 0         |
| Бобовищанська       | 4.    | Церква Різдва Богородиці. Перша половина XIX ст. | с. Бобовище      |                 |
| Верхньокоропецька   | 5.    | Костьол св. Марії. Поч. XIX ст.                  | с. В.Коропець    |                 |
|                     | 6.    | Церква св. Михайла. Поч.. XIX ст.                | с. Кучава        |                 |
| Івановецька         | 7.    | Церква св. Богородиці. Кінець XIX ст.            | с. Клячаново     |                 |
|                     | 8.    | Костьол св. Богородиці. Початок XVIII            | с. Клячаново     |                 |
| Кальницька          | 9.    | Михайлівська церква – 1733 р.                    | с. Руська Кучава |                 |
| Ракошинська         | 10.   | Реформаторський костьол – кін. XIV ст.           | с. Ракошино      |                 |
|                     |       |                                                  |                  |                 |